# 槇 (松型駆逐艦)

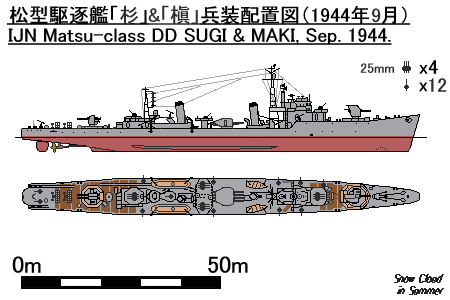
1944年9月の「槇」艦型略図。25mm3連装機銃4基、同単装12基を装備

槇（まき）は日本海軍の駆逐艦。艦名は楢型駆逐艦の4番艦「槇」に続いて2代目。

## 概要
一等駆逐艦「槇」は、松型駆逐艦の8番艦。1944年（昭和19年）8月10日に竣工。訓練部隊の第十一水雷戦隊に所属したのち、第三十一戦隊隷下の第43駆逐隊に編入された。捷号作戦にともなう10月下旬のレイテ沖海戦では、小沢機動部隊所属艦として参加する。10月25日の空襲では、沈没した駆逐艦「秋月」の乗組員を救助する。つづいて軽巡「五十鈴」と共に空母「千代田」の救援を試みたが成功せず、「槇」も空襲で損傷した。
修理後、第41駆逐隊（涼月、冬月）と共に空母「隼鷹」を護衛してマニラ輸送作戦を実施した。帰路では41駆と共に戦艦「榛名」と「隼鷹」を護衛中、長崎沖で米潜水艦の雷撃により損傷した。修理後は、内海西部で待機する。1945年（昭和20年）4月6日夕刻の大和特攻部隊出撃では、駆逐艦3隻（花月、槇、榧）として豊後水道の対潜掃討をおこなった。終戦後は復員輸送に従事した。のちにイギリスに引き渡され、解体された。

## 艦歴

### 建造
1944年（昭和19年）2月19日、仮称第5488号艦として、舞鶴海軍工廠で起工。
6月5日、建造中の駆逐艦や海防艦と共に命名される。同日付で駆逐艦3隻（杉、槇、樅）は松型駆逐艦に類別される。6月10日、「槇」は進水した。
7月1日、日本海軍は、駆逐艦「村雨」水雷長、軽巡洋艦「北上」水雷長 等を歴任した石塚栄少佐（当時、軽巡洋艦「矢矧」水雷長）を槇艤装員長に任命する。同日附で、舞鶴海軍工廠の槇艤装員事務所は事務を開始した。
8月10日、就役。艤装員事務所を撤去した。石塚少佐も制式に槇駆逐艦長（初代）となる。主な初代幹部は、航海長・大山雅清中尉、砲術長・宇田広美大尉、水雷長・芦田森一大尉。

### 竣工後
1944年（昭和19年）8月10日の竣工と共に、訓練部隊の第十一水雷戦隊に編入される。
8月中旬、「槇」は舞鶴から瀬戸内海に移動した。第二遊撃部隊や協力艦艇・部隊と共に、内海西部で訓練をおこなう。後日「槇」と行動を共にする「涼月」も、8月上旬から内海西部で十一水戦と訓練をおこなっている。
9月30日付で第三十一戦隊（司令官江戸兵太郎少将）麾下の第43駆逐隊（駆逐隊司令菅間良吉大佐）に編入された。
ネームシップの「松」は既に沈没しており、第43駆逐隊は「槇」の編入で4隻編制（竹、梅、桃、槇）となった。当時の航海長が病気で退艦し、後藤英一郎中尉（槇乗組）が10月7日付で航海長に任命されるまで航海長欠員だったが、任務は続行された。10月10日、第43駆逐隊から「松」が除籍され、松型6番艦「桐」が編入される。

### レイテ沖海戦
10月17日朝、アメリカ軍がフィリピン、レイテ湾のスルアン島に上陸した。翌10月18日夕刻、日本軍は捷一号作戦を発動した。作戦は、第一機動艦隊司令長官小沢治三郎中将が率いる機動部隊（第三艦隊）が囮となって第38任務部隊（マーク・ミッチャー中将）をひきつけ、その隙に第二艦隊司令長官栗田健男中将率いる第一遊撃部隊がレイテ湾に突入し、アメリカ軍の上陸部隊を撃破するというものであった。
第三艦隊の本来の護衛部隊は第二遊撃部隊だったが、台湾沖航空戦の「残敵掃討」に駆り出されてしまった。さらに駆逐艦「冬月」と「涼月」が日本近海で相次いで潜水艦に撃破され、修理を余儀なくされた。機動部隊の水上兵力不足という事態に対し、練習部隊の第十一水雷戦隊から軽巡洋艦「多摩」と駆逐艦「杉」を、対潜部隊の第三十一戦隊を、内地所在の軽巡「大淀」を、それぞれ機動部隊の護衛部隊に編入した。
当時、第三十一戦隊司令官は旗艦を「五十鈴」から「槇」に移し、「五十鈴」は呉で整備を実施、「槇」と「桑」は大分県佐伯において訓練中だった。このあと第三十一戦隊旗艦は「大淀」に変更された。また四航戦のうち空母「隼鷹」と「龍鳳」は搭載する航空隊がなく、出撃しなかった。出撃各艦は内地残留の「隼鷹」から燃料を補給した。
10月20日夕刻、小沢機動部隊（第三航空戦隊の空母4隻〈瑞鶴、瑞鳳、千代田、千歳〉、第四航空戦隊の航空戦艦2隻〈日向、伊勢〉、巡洋艦3隻〈大淀、五十鈴、多摩〉、秋月型駆逐艦4隻〈初月、秋月、若月、霜月〉、松型駆逐艦4隻〈桑、槇、杉、桐〉）は豊後水道を出撃した。
10月22日、「槇」は空母「千代田」から重油の洋上補給を行う。
10月23日午前より、小沢機動部隊は対潜警戒を主とした第一警戒航行序列から、対空警戒を主とした二つの輪形陣に切り替えた。
10月24日、燃料不足の松型2隻（桐、杉）は小沢機動部隊から分離、沖縄方面に退避した。
10月25日のエンガノ岬沖海戦における「槇」は、軽空母2隻（千代田、千歳）および航空戦艦「日向」を中心とする第二群（千歳、千代田、日向、五十鈴、霜月、槇）を構成していた。朝8時からの空襲第一波で、8時56分に駆逐艦「秋月」が轟沈した。「槇」は「我レ、秋月ノ救助ニ向フ」を打電して救助活動を行う。第二群の指揮を執る第四航空戦隊司令官松田千秋少将（日向座乗）は9時00分に「槇」に対し「沈没駆逐艦ノ救助ニ行ケ」と命じた。「槇」は秋月乗組員の救助を実施、秋月駆逐艦長も収容した。
戦闘はなおも続き、9時37分に「千歳」が沈没、「霜月」が乗組員を救助した。10時ごろからの空襲第二波で「千代田」が航行不能となり、4隻（日向、五十鈴、槇、霜月〈千歳救助完了後に合流〉）が掩護をおこなう。「五十鈴」は「千代田」の曳航を試みていたが燃料不足や空襲により成功しなかった。敵機動部隊接近の気配もあった。四航戦司令官は2隻（五十鈴、槇）に「千代田ヲ処分シ北方ニ避退」と命じ、午後1時30分以降、「霜月」を率いて北方にむかった。
「五十鈴」と「槇」はひきつづき「千代田」救援に従事した。「五十鈴」は幾度も曳航を試みていたが、14時14分に被弾して舵故障状態となり、遂に曳航を断念するに至った。「五十鈴」は「千代田」艦長・城英一郎大佐に「敵ノ空襲下ニ於テハ曳航ハ困難ト認ム　人員ヲ救助シタル後処分スルコトニシテハ如何」と進言し、「槇」に対しては「（14440）我舵故障　槇ハ千代田ニ横付シ人員ヲ救助シタル後 艦ヲ処分セヨ」と指示した。「槇」は総員退艦準備中の「千代田」に接近する。だが15時頃より空襲がはじまり、「五十鈴」は千代田側に「日没頃迄避退シ再ビ此ノ附近ニ引返ス」と伝え、「槇」に「近寄レ」と命じた。15時25分、「槇」は「五十鈴」を追及して「我針路０度ニテ避退ス」と信号してきたので、「五十鈴」は「我人力操舵中近寄ルナ」と返信した。そうこうしているうち「槇」は15時30分頃に被弾した。発揮可能速力20ノットに低下、戦死者31名と負傷者35名を出した。「槇」に救助されていた秋月乗組員からも、戦死者や負傷者が出た。
15時40分、「五十鈴」は「槇」に「今ヨリ千代田ノ処分ニ行ク」と信号をおくったが、敵機の襲来により損傷中の2隻（五十鈴、槇）は退避を続けた。槇側は、この間の戦闘で敵機5機を撃墜したと主張している。
なお「槇」被弾後、姉妹艦「桑」が接近してきて艦長山下正倫中佐（海兵53期）から「大丈夫か？」（いかがなりや）と声をかけられる一幕もあった。また単艦で引き返す秋月型4番艦「初月」（第61駆逐隊司令天野重隆大佐座乗）と遭遇、信号を交わしてすれ違うが、このあと「千代田」と「初月」は、米軍水上艦部隊に撃沈された。付近にいた各艦（槇、若月、五十鈴）は「初月」の奮戦により助かったと言える。
海戦後、10月26日16時に沖縄本島中城湾に帰投した。ここで2隻（五十鈴、槇）は「桑」から「瑞鳳」生存者を受け入れ、「桑」と「槇」は山下少佐（「桑」艦長）の指揮下で奄美大島に向かう。補給部隊のタンカー「たかね丸」（日本海運、10,021トン）から240トンの重油を補給してもらった。奄美大島で、「槇」に収容されていた秋月生存者の一部は航空戦艦「伊勢」に移された。フィリピンへむかった2隻（大淀、若月）を除く機動部隊残存艦（日向、伊勢、五十鈴、霜月、桑、槇）は、10月29日呉へ帰投した。「槇」は約20日間、呉海軍工廠で修理を実施した。「槇」の修理完成直前、第三十一戦隊は第五艦隊に編入された。

### 隼鷹護衛
レイテ沖海戦で第二艦隊は、戦果のほどはさておいて多数の弾薬を消費した。レイテ決戦の夢を捨てきれない連合艦隊では、航空隊を陸揚げして「失業」状態の空母「隼鷹」を活用して、弾薬や軍需品の緊急輸送を行う事となった。空母の格納庫と高速力は、輸送艦としても適していた。
「隼鷹」は10月27日から11月18日までの第一回マニラ緊急輸送を終えていた。
11月23日に瀬戸内海を出撃して第二回マニラ向け緊急輸送を行う事となり、この第二回輸送に「槇」は加わる。
「槇」は第41駆逐隊（冬月、涼月）とともに「隼鷹」を護衛してフィリピンに向かう。11月30日、隼鷹隊はマニラ到着した。
同地で軍需品を陸揚げしたあと、12月1日に出発する。12月3日、澎湖列島の馬公に到着した。
馬公にて、隼鷹隊は日本に戻る途中の戦艦「榛名」と合流する
12月6日、5隻（榛名、隼鷹、冬月、涼月、槇）は馬公を出港して日本本土に向かう。ひきつづき悪天候下の12月9日未明、佐世保入港を目前にして野母崎沖を航行する日本艦隊は、アメリカ潜水艦のウルフパックに発見される。当時「榛名」より『槇は隼鷹の後につけ』の命令があり、「槇」は護衛対象2隻（榛名、隼鷹）右側を反航して南下、「隼鷹」の後方につく直前に雷撃を受けた。
午前1時30分、「隼鷹」に米潜水艦「レッドフィッシュ (USS Redfish, SS-395) 」の発射した魚雷が2本命中する。「隼鷹」は浸水が拡大して傾斜し、便乗中の戦艦「武蔵」生存者を慌てさせた。だが片舷機械で航行可能であり、他艦と共に佐世保に帰投することが出来た。
続いて潜水艦「シーデビル (USS Seadevil, SS-400) 」と「プライス (USS Plaice, SS-390) 」が攻撃を行い、「シーデビル」は0時28分に魚雷を4本発射して、それは戦艦か空母に命中したと判断された。「プライス」は1時28分と31分に魚雷3本と4本をそれぞれ発射して、3本のうちの2本と4本のうちの2本の計4本が照月型駆逐艦に命中して撃破したと判断された。いずれかの攻撃にせよ「槇」前部に魚雷1本が命中して艦首を喪失した。戦死者4名。午前10時、損傷した「槇」は長崎港に入港した。調査の後、佐世保に帰投した。
渋谷（当時、隼鷹艦長）の証言によれば「隼鷹の護衛は槇1隻だけで、槇艦長が「オレが引き受けてやる」と身を挺して魚雷を受けた」という。石塚（当時、少佐/槇駆逐艦長、海兵63期）の証言によると、回避運動を取るとその魚雷が「隼鷹」に向かってしまうため、回避運動をとらずにわざと艦首すれすれに魚雷を当てたともいう。石塚は「航海長も『艦長、直進です』と直進を進言してくれた。航海長も私と同じ気持ち（護衛に任ずる者は捨て身の護衛をやる覚悟が大切）だったと思う」と回想している。後藤英一郎（槇航海長）の証言によると、左前方から魚雷が接近したため右旋回をやめて直進したという。「榛名」は「五島沖にて敵潜水艦の攻撃を受け、槇、轟沈」と発信した。

### 太平洋戦争末期
「槇」は三菱長崎造船所で1945年（昭和20年）3月15日まで修理をおこなった。またこの時大型水中聴音機も装備した。修理完了後は呉に回航された。第五艦隊は2月5日に解隊されており、第三十一戦隊は連合艦隊附属を経て、第二艦隊に編入されていた。第二艦隊編入時の第三十一戦隊旗艦は秋月型駆逐艦「花月」であった。
3月19日、米軍機動部隊艦上機による呉軍港空襲がおこなわれた。この戦闘で43駆僚艦「竹」が機銃掃射で若干の被害を受けた。3月28日17時30分、第三十一戦隊（花月、槇、榧）をふくむ第一遊撃部隊は佐世保回航のため呉を出撃したが、直後に回航は中止された。翌3月29日、駆逐艦「響」が機雷で損傷、曳航されて呉に帰投した。
4月5日夕刻、第一遊撃部隊の沖縄出撃が伝達され、第三十一戦隊は出撃各艦に弾薬を移載した。
4月6日15時20分の第一遊撃部隊徳山沖出撃では（大和特攻/坊ノ岬沖海戦）、呉防備戦隊の各部隊や海防艦「志賀」等と協力し、前路掃蕩隊（花月、榧、槇）として豊後水道出口まで第一遊撃部隊に随伴した。16時20分、伊藤中将より帰投命令があり、第三十一戦隊は引き返した。第三十一戦隊は待機部隊に編入され、第十一水雷戦隊司令官の指揮下に入った。
4月20日をもって第二艦隊や第二水雷戦隊が解隊され、第三十一戦隊は連合艦隊附属になった。
5月20日、軽巡「北上」（人間魚雷回天母艦）と駆逐艦「波風」および第三十一戦隊を基幹として海上挺進部隊が新編され、第43駆逐隊の「槇」も同挺進部隊所属となる。出撃の機会はなく、瀬戸内海で訓練と待機の日々を過ごした。
以後は瀬戸内海で数回の対空戦闘を行ったが無傷で、終戦時は呉に在泊していたとも、3隻（竹、榧、槇）で山口県屋代島の日見海岸に疎開し、そのまま終戦を迎えたともされる。10月5日に除籍。12月1日に特別輸送艦に指定され、復員輸送に従事。1947年（昭和22年）8月14日、賠償艦としてシンガポールでイギリスに引渡された。その後、「槇」は解体された。

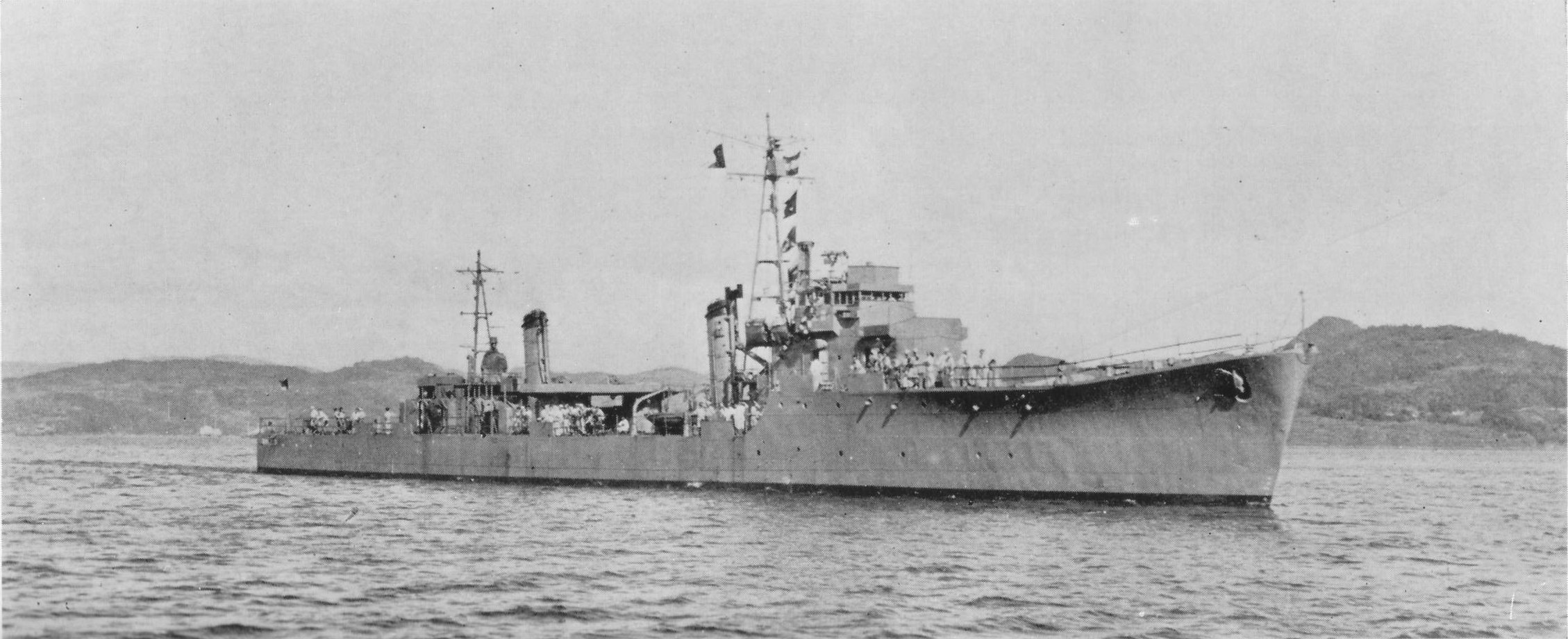
1947年7月26日、香港回港を控え佐世保に停泊する「槇」。

## 歴代艦長

### 艤装員長
1. 石塚栄 少佐 1944年7月1日[32] - 1944年8月10日[37]

### 駆逐艦長
1. 石塚栄 少佐 1944年8月10日[37] -